# Warren Wood
Warren Kenneth Wood (Chicago, 27 aprile 1887 – Pelham Manor, 27 ottobre 1926) è stato un golfista statunitense.

## Carriera
Wood partecipò ai Giochi olimpici di Saint Louis 1904, dove vinse una medaglia d'oro nel torneo a squadre. Nella stessa Olimpiade, prese parte al torneo individuale, in cui fu sconfitto ai sedicesimi di finale da Harry Allen.
Wood vinse il North and South Amateur nel 1906 e i Western Amateur nel 1913. Nel 1910 arrivò secondo agli U.S. Amateur.

## Palmarès
In carriera ha conseguito i seguenti risultati:
- Giochi olimpici

St. Louis 1904: una medaglia d'oro nel torneo a squadre.